# テニス日本リーグ
テニス日本リーグ（テニスにほんリーグ、英語: Tennis Japan League）は、公益財団法人日本テニス協会が主催するテニスの実業団チームによる日本最高峰の団体戦でありトップリーグである。

## 概略
1987年1月24日に第1回日本リーグが開幕。本大会は毎年12月から1月ないし2月にかけて開催される。

## 会場
- ブルボンビーンズドーム（ハードコート／室内5－7面）
- 横浜国際プールテニスコート（マット／室内５面）
- 東京体育館（マット／室内４面）

## 試合方式
2シングルス・1ダブルスによる対抗戦。
2ブロック制の1st・2nd ステージ（2つの期間）で決勝トーナメントを目指す。男子16チーム（8チーム2ブロック）、女子12チーム（6チーム2ブロック）が出場しラウンドロビン方式（総当たり戦）で展開。2つのブロックを「レッドブロック」と「ブルーブロック」と呼ぶ。
決勝トーナメントには男子6チーム、女子4チームが進出しノックアウト方式で優勝を争う。
各ブロックの1st・2nd下位2チームは全国実業団対抗テニストーナメントへ降格となる。

## 予選
日本リーグ出場へは、実業団対抗都道府県大会、地域大会を勝ち抜き、全国実業団対抗テニストーナメントに進出する必要がある。
全国実業団では日本リーグからの降格チームも加え、上位チームが日本リーグ昇格となる。

## チーム編成
部長、監督、トレーナー、マネージャー各１名他合計8名以内、選手４名以上９名以内とし、プロアマは問わない（各チームの連絡担当者は、メンバー登録者に限る）。
ただし、JTA登録のない外国籍選手の出場は、１対抗につき、１ポイント以内とする。 ３年以上在住するアマチュアの外国籍選手については出場制限をしない。   

## 出場チーム
2024年出場チーム
男子チーム
| レッドブロック | 橋本総業ホールディングス （東京都中央区） | 三菱電機 （東京都千代田区）             | マイシン （長崎県諫早市） | 明治安田生命 （東京都千代田区） | エキスパートパワーシズオカ （静岡県沼津市） | ルーセントアスリートワークス （東京都江東区） | リコー （東京都大田区）   | 協和発酵キリン （東京都千代田区）   | 伊勢久 （愛知県名古屋市） |
| ブルーブロック | イカイ （静岡県沼津市）                   | ノア・インドアステージ （兵庫県姫路市） | 伊予銀行 （愛媛県松山市） | 山喜 （千葉県松戸市）           | レック開発 （東京都渋谷区）                 | 村田精工 （大阪府東大阪市）                   | JR北海道 （北海道札幌市） | MS＆AD三井住友海上 （東京都中央区） | 九州電力 （福岡県福岡市） |

女子チーム
| レッドブロック | 橋本総業ホールディングス （東京都中央区） | エームサービス （東京都港区）           | リコー （東京都大田区）   | フクシマガリレイ （東京都台東区） | MS＆AD三井住友海上 （東京都中央区） | センコー （東京都江東区）） |
| ブルーブロック | 島津製作所 （京都府京都市）               | ノア・インドアステージ （兵庫県姫路市） | 九州電力 （福岡県福岡市） | 明治安田生命 （東京都千代田区）   | テニスユニバース （東京都府中市）   | 橋本総業 （愛知県名古屋市） |

## 歴代優勝チーム
| 回 | 年度 | 男子                       | 女子                     |
| -- | ---- | -------------------------- | ------------------------ |
| 1  | 1886 | 朝日生命                   | 朝日生命                 |
| 2  | 1887 | 朝日生命                   | 朝日生命                 |
| 3  | 1888 | 朝日生命                   | ワコール                 |
| 4  | 1889 | 朝日生命                   | 朝日生命                 |
| 5  | 1990 | 朝日生命                   | ワコール                 |
| 6  | 1991 | 日本電気                   | ワコール                 |
| 7  | 1992 | NEC                        | NEC                      |
| 8  | 1993 | NEC                        | NEC                      |
| 9  | 1994 | NEC                        | ワコール                 |
| 10 | 1995 | NEC                        | NEC                      |
| 11 | 1996 | NEC                        | 豊田自動織機             |
| 12 | 1997 | 三基商事                   | 豊田自動織機             |
| 13 | 1998 | NEC                        | ワコール                 |
| 14 | 1999 | 北日本物産                 | NEC                      |
| 15 | 2000 | NEC                        | ワコール                 |
| 16 | 2001 | 三基商事                   | 北日本物産               |
| 17 | 2002 | 北日本物産                 | ワコール                 |
| 18 | 2003 | 北日本物産                 | 北日本物産               |
| 19 | 2004 | ミキプルーン               | 荏原製作所               |
| 20 | 2005 | ソニー                     | 北日本物産               |
| 21 | 2006 | ミキプルーン               | 北日本物産               |
| 22 | 2007 | ミキプルーン               | 北日本物産               |
| 23 | 2008 | ミキプルーン               | リビック                 |
| 24 | 2009 | ソニー                     | リビック                 |
| 25 | 2010 | リビック                   | リビック                 |
| 26 | 2011 | ライフ・エヌ・ピー         | リビック                 |
| 27 | 2012 | イカイ                     | リビック                 |
| 28 | 2013 | イカイ                     | 島津製作所               |
| 29 | 2014 | 三菱電機                   | 島津製作所               |
| 30 | 2015 | エキスパートパワーシズオカ | 島津製作所               |
| 31 | 2016 | エキスパートパワーシズオカ | 島津製作所               |
| 32 | 2017 | 三菱電機                   | 橋本総業ホールディングス |
| 33 | 2018 | 三菱電機                   | 橋本総業HD               |
| 34 | 2019 | 橋本総業ホールディングス   | 島津製作所               |
| 35 | 2020 | 中止                       | 中止                     |
| 36 | 2021 | イカイ                     | 橋本総業HD               |
| 37 | 2022 | イカイ                     | 島津製作所               |
| 38 | 2023 | 三菱電機                   | 橋本総業HD               |
| 39 | 2024 | エキスパートパワーシズオカ | 橋本総業HD               |

## 表彰
優勝チームにはJTAより賞状、優勝旗、優勝杯（以上持ち回り）が授与。また個人賞はMVP・最優秀選手男女各1名、優秀選手・敢闘選手は男女各最大4名決定。また最優秀新人も男女各1名選出。